# Stanisław Kozierowski

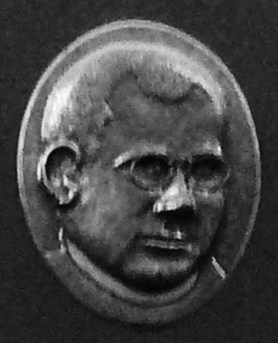
Stanisław Kozierowski

Stanisław Kozierowski (* 28. September 1874 in Trzemeszno (Großpolen) (dt.: Tremessen, Provinz Posen); † 1. Februar 1949 in Winna Góra, Gemeinde Środa Wielkopolska) war ein polnischer Priester und Historiker. Er war Professor der Posener Universität und im Jahre 1919 einer ihrer Mitbegründer nach der Wiedererlangung der Unabhängigkeit der Republik Polen. Auch gehörte er der Polnischen Akademie der Gelehrsamkeit (Polska Akademia Umiejętności) an.
In der deutschen Bibliographie wird er auch Stanislaus Kozierowski genannt, in polnischen Quellen zuweilen auch um den Namen des Wappens der Familie Kozierowski erweitert: Stanisław Dołęga-Kozierowski.
Stanisław Kozierowski spezialisierte sich auf die Erforschung der Geschichte Großpolens und Pommerns sowie auf Hilfswissenschaften der Geschichts- und Sprachwissenschaften, wie zum Beispiel die Heraldik und Onomastik. 
Sein wichtigstes Werk mit Bezug zum deutschen Sprachraum ist der ursprünglich auf vier Bände ausgelegte Atlas der geographischen Namen der westslawischen Gebiete (Atlas nazw geograficznych Słowiańszczyzny Zachodniej), von dem zwei Bände erschienen, die den heutigen Nordosten Deutschlands und Nordwesten Polens behandeln. Obwohl in seinem wissenschaftlichen Wert umstritten, ist der Atlas von hohem normativem Wert und wurde in diesem Sinne auch bei der Festlegung amtlicher polnischer Ortsnamen in den polnischen Nord- und Westgebieten nach 1945 verwendet. Auszüge aus Kozierowskis Atlas sind in der Liste polnischer Exonyme für deutsche Toponyme zu finden.

## Werke
- Badania nazw topograficznych dzisiejszej archidyecezyi gnieźnieńskiej. (Poznań 1914)
- Badania nazw topograficznych dzisiejszej archidyecezyi poznańskiej. Tom I A–O (Poznańskie Towarzystwo Przyjaciół Nauk, Poznań 1916)
- Badania nazw topograficznych dzisiejszej archidyecezyi poznańskiej. Tom II P–Ż. Dodatek A-Ż (Poznańskie Towarzystwo Przyjaciół Nauk, Poznań 1916)
- Badania nazw topograficznych na obszarze dawnej zachodniej i środkowej Wielkopolski. Tom 1 A–Ł (Poznańskie Towarzystwo Przyjaciół Nauk, Poznań 1921)
- Badania nazw topograficznych na obszarze dawnej zachodniej i środkowej Wielkopolski. Tom 2 M–Z (Poznańskie Towarzystwo Przyjaciół Nauk, Poznań 1922)
- Pierwotne osiedlenie ziemi gnieźnieńskiej wraz z Pałukami w świetle nazw geograficznych i charakterystycznych imion rycerskich. (In: Slavia Occidentalis, t. III–IV 1923–24, s. 1–129. Uniwersytet Poznański, Poznań 1924)
- Pierwotne osiedlenie dorzecza Warty od Koła do Ujścia w świetle nazw geograficznych. (In: Slavia Occidentalis, t. V 1926, s. 112–246. Uniwersytet Poznański, Poznań 1926)
- Pierwotne osiedlenie pogranicza wielkopolsko-śląskiego między Obrą i Odrą a Wartą i Bobrem w świetle nazw geograficznych. (In: Slavia Occidentalis, t. VII 1928, s. 172–329. Uniwersytet Poznański, Poznań 1928)
- Atlas nazw geograficznych Słowiańszczyzny Zachodniej. Zeszyt I (Słupsk, Kołobrzeg, Szczecin, Piła; Nauka i Praca, Poznań 1934; Wydanie 2, Instytut Zachodni, Poznań 1945; Reprint, Archiwum Państwowe w Szczecinie, Szczecin 1990)
- Atlas nazw geograficznych Słowiańszczyzny Zachodniej. Zesz. II B (Nauka i Praca, Poznań 1935)
- Atlas nazw geograficznych Słowiańszczyzny Zachodniej. Zesz. II A (Strzałów, Utyń, Strzelce Nowe, Zwierzyn; Nauka i Praca, Poznań 1937)